# Communauté rurale de Saré Coly Sallé
La communauté rurale de Saré Coly Sallé est une communauté rurale du Sénégal située au centre-sud du pays. 
Elle fait partie de l'arrondissement de Saré Coly Sallé, du département de Vélingara et de la région de Kolda.